# Røldal

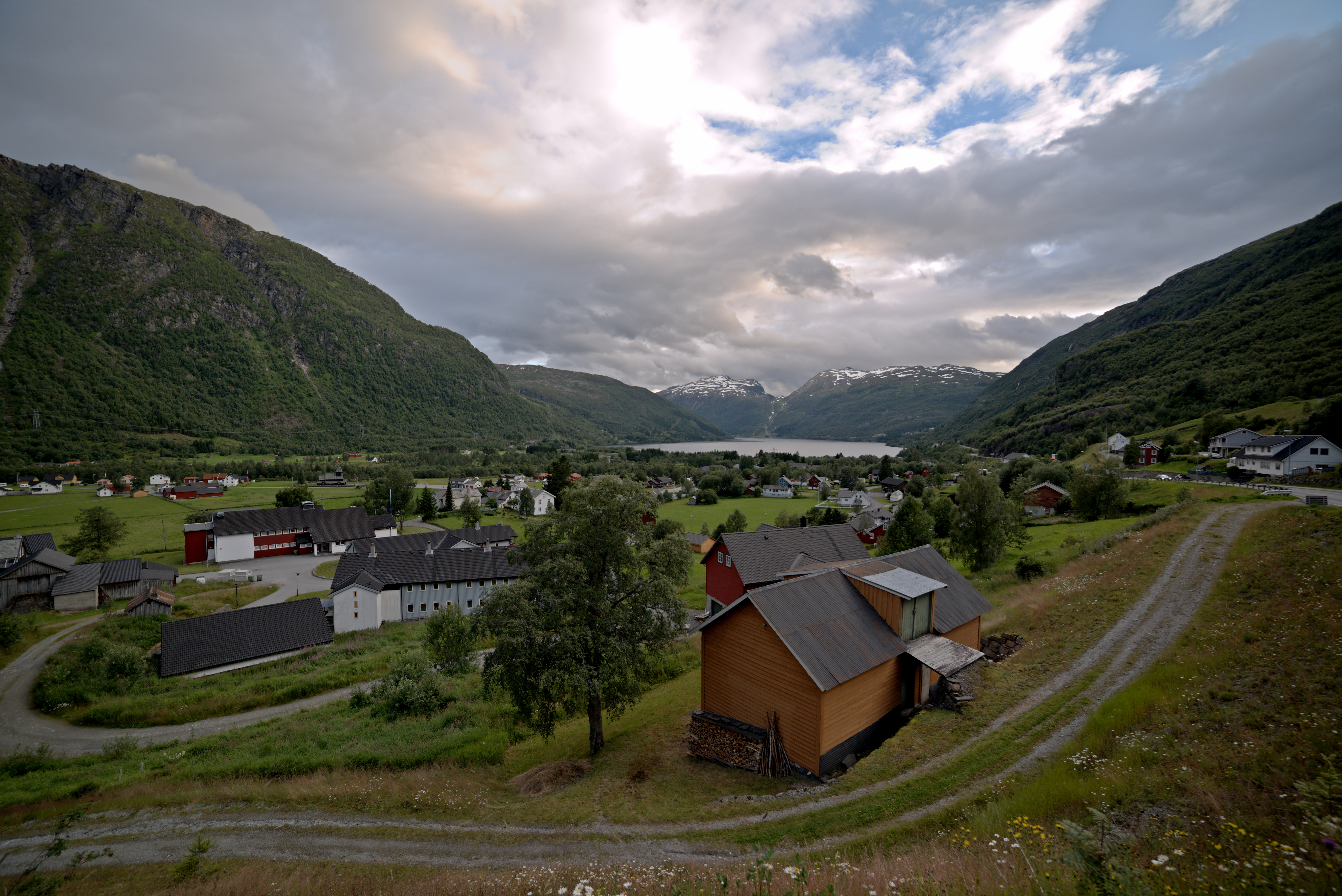
Blick über Røldal

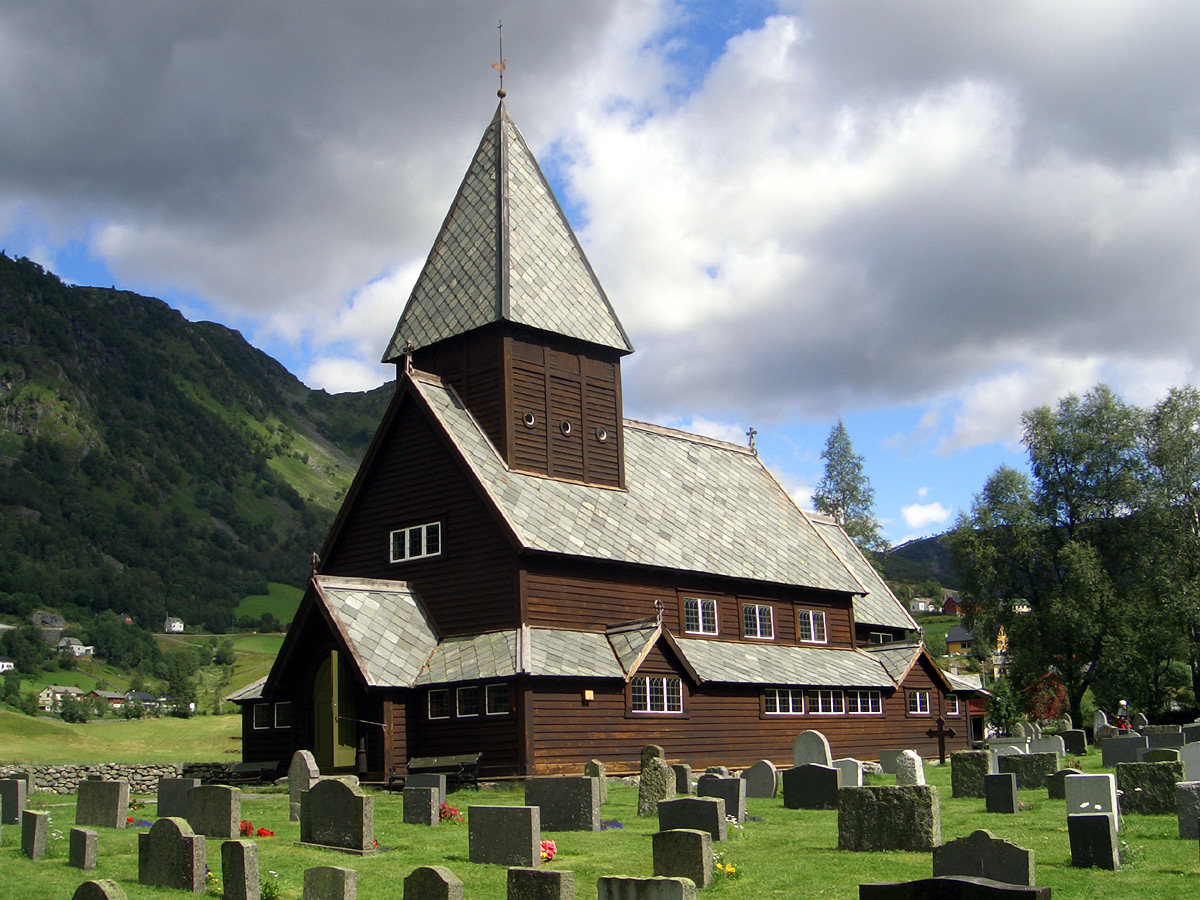
Stabkirche von Røldal

 Røldal ist eine Ortschaft in der Kommune Ullensvang am Rande der Hardangervidda im Westen Norwegens mit etwa 600 Einwohnern.
Die wichtigste Sehenswürdigkeit ist die Stabkirche von Røldal.

## Geschichte
Røldal war bis 1964 eine eigenständige Kommune in Hordaland. Der Zusammenschluss mit Odda erfolgte am 1. Januar 1964, Røldal hatte zu diesem Zeitpunkt 676 Einwohner. 2020 kam Odda zu Ullensvang.

## Wirtschaft
Haupterwerb der Bevölkerung ist die Landwirtschaft. Røldal ist bekannt für den hier erzeugten Ziegenkäse (norwegisch Ekte Geitost). In den 1960er-Jahren wurden in der Umgebung von Røldal einige Kraftwerke errichtet, die einen gewissen wirtschaftlichen Aufschwung einleiteten. Auch heute sind noch einige Bewohner im Bereich der Energiewirtschaft beschäftigt.
Weiterer Wirtschaftszweig ist der Tourismus. Das Skizentrum (Røldal skisenter) hat vier Schlepplifte und einen Sessellift und gilt als eines der schneesichersten Skigebiete in Norwegen.